# Zandtrechter

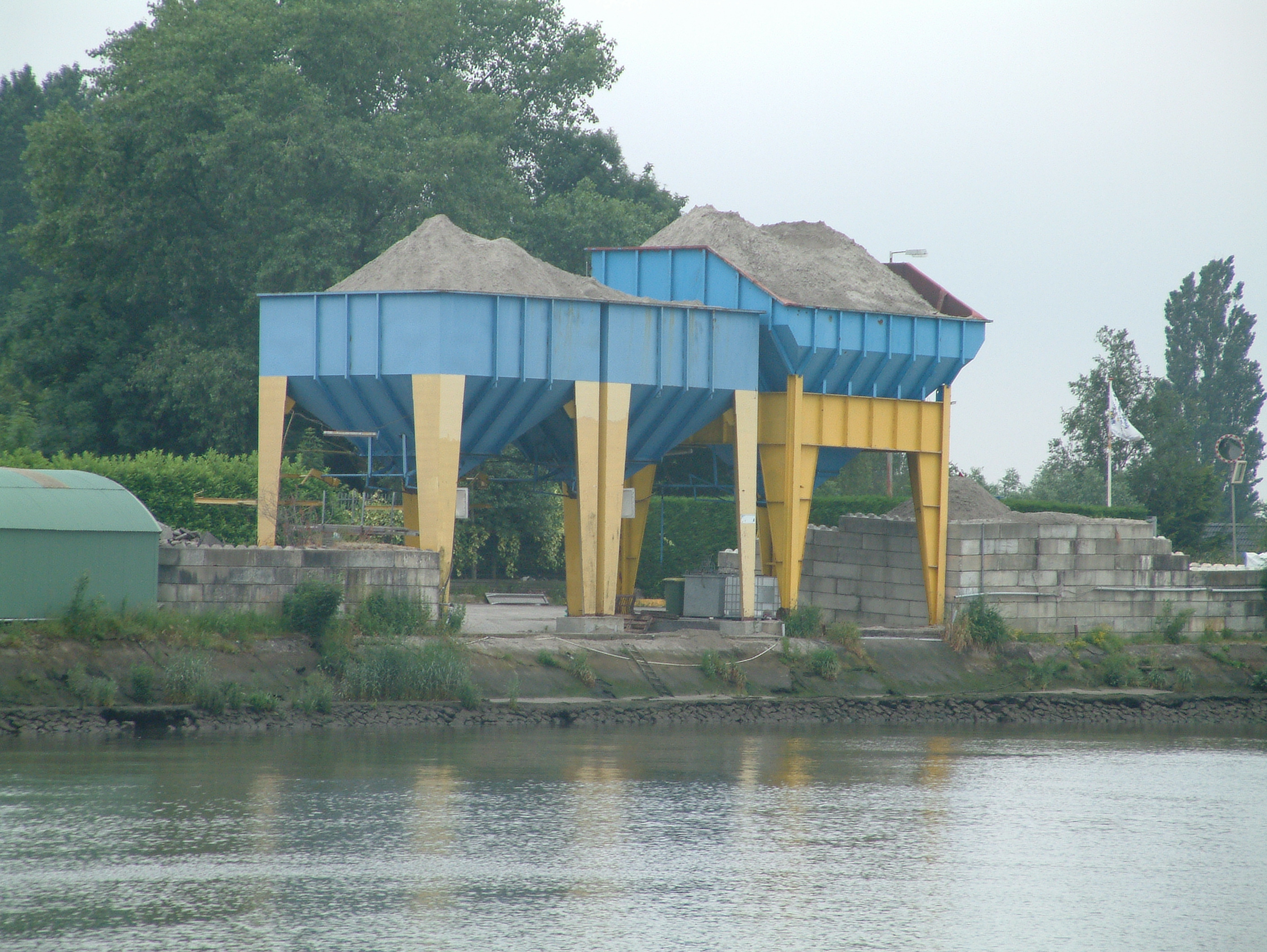
Zandtrechters langs de Hollandse IJssel

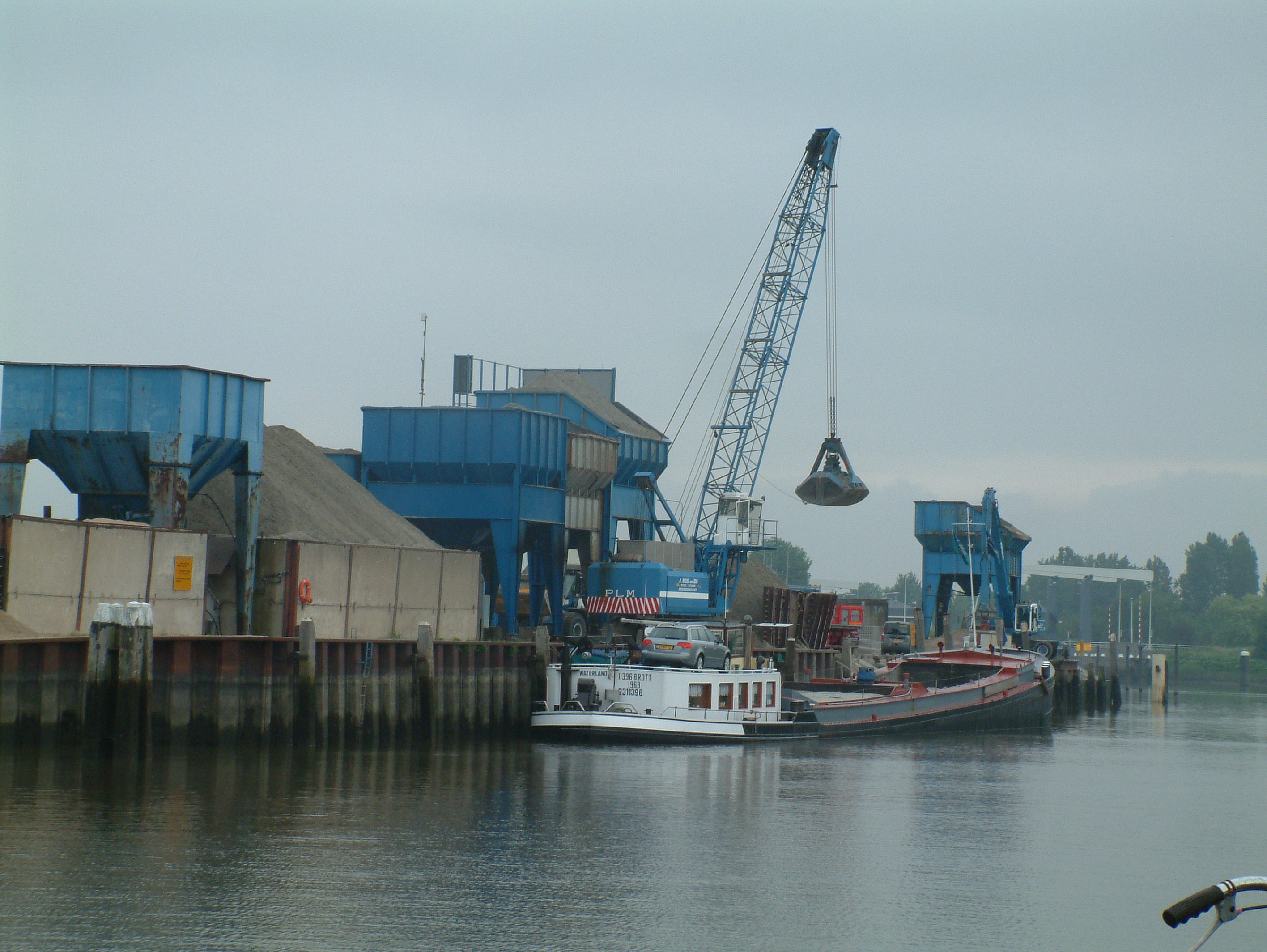
Zand lossen bij Gouda

Een zandtrechter is een voorziening waarmee zand en grind worden overgeslagen van een binnenschip op een vrachtwagen of een lopende band. Het schip wordt gelost met een kraan, vroeger met een zelflosinstallatie. Omdat de fysieke eigenschappen van het materiaal flink kunnen verschillen wordt er op de loswal vaak gebruikgemaakt van verschillende trechters naast elkaar. Het materiaal wordt met een grijper uit het schip opgehaald en boven in de trechter gedeponeerd. Onder in de trechter zit een schuif waarmee de uitstroom kan worden gedoseerd.
In de zand- en grindhandel worden de onder de trechter gereden auto's geladen door langzaam onder de trechter door te rijden en die schuif te openen tot het juiste gewicht is geladen. Meestal zijn die schuiven dan handbediend.
Bij betonfabrieken wordt het materiaal eerst via de lopende banden gesorteerd opgeslagen en op afroep weer gebruikt in het fabricageproces. Bij fabrieksmatige installaties worden de schuiven vaak hydraulisch bediend.